# Comando del Frente Doméstico (Israel)
El Comando del Frente Doméstico (hebreo: פיקוד העורף, Pikud Ha'Oref, en inglés: Home Front Command) es un centro de mando de las Fuerzas de Defensa de Israel, que fue creado en febrero de 1992 después de la primera Guerra del Golfo.

## Introducción
Hasta el establecimiento del comando, la responsabilidad del Frente Doméstico dependía de los centros de mando regional de protección civil. Después de la primera Guerra del Golfo, en la que los centros de población israelíes se vieron amenazados, los comandos regionales fueron unificados, y se creó, el Comando del Frente Doméstico. Esta unidad se encarga de la búsqueda y el rescate de supervivientes, actúa principalmente en caso de guerra y de catástrofes desastres. Actualmente su comandante es el general Uri Gordin. La unidad está subordinada al Cuartel General de las FDI. El Comando del Frente Interior es un comando regional de las Fuerzas de Defensa de Israel. 

## Historia
El Comando del Frente Interior (hebreo: פיקוד העורף, Pikud HaOref) es un comando de distrito militar de las Fuerzas de Defensa de Israel, creado en febrero de 1992 en respuesta a las lecciones de la Guerra del Golfo, que fue la primera guerra desde la Guerra árabe-israelí de 1948 en la que los centros de población civil se enfrentaban a amenazas importantes. El comando es responsable de la defensa civil, preparar a la población civil para un conflicto o desastre, ayudar a la población durante la crisis y contribuir a la reconstrucción posterior a la crisis.

## Misión
La misión del Comando del Frente Interior es fortalecer la resiliencia nacional y salvar vidas. El comando hace esto preparando a la población civil antes de un conflicto, apoyando a la población civil durante un desastre natural, llevando a cabo operaciones de búsqueda y rescate (SAR), y en caso de un ataque en el frente interno, ayuda a la población civil a volver a la normalidad cuando el conflicto ha terminado. El Comando del Frente Interior publica periódicamente instrucciones para la defensa civil en situaciones de emergencia y gestiona un centro telefónico de emergencias. Esta unidad no debe confundirse con la Unidad táctica de rescate especial 669. El Comando del Frente Interior incluye una unidad de búsqueda y rescate nacional, la Brigada de Rescate y Entrenamiento que opera principalmente en tiempos de desastres naturales, mientras que la Unidad 669 es una unidad de búsqueda y rescate de combate (CSAR) de la Fuerza Aérea Israelí que opera tras las líneas enemigas.